# Francesco Simonini
Pour les articles homonymes, voir Simonini.

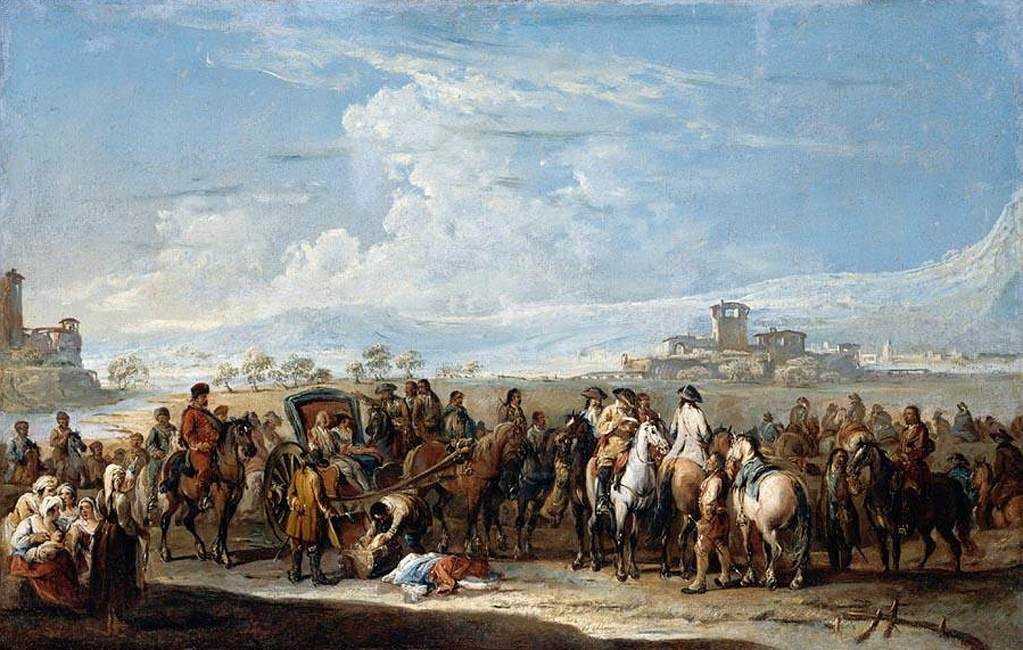
Paysage (huile sur toile, milieu du XVIIIe siècle).

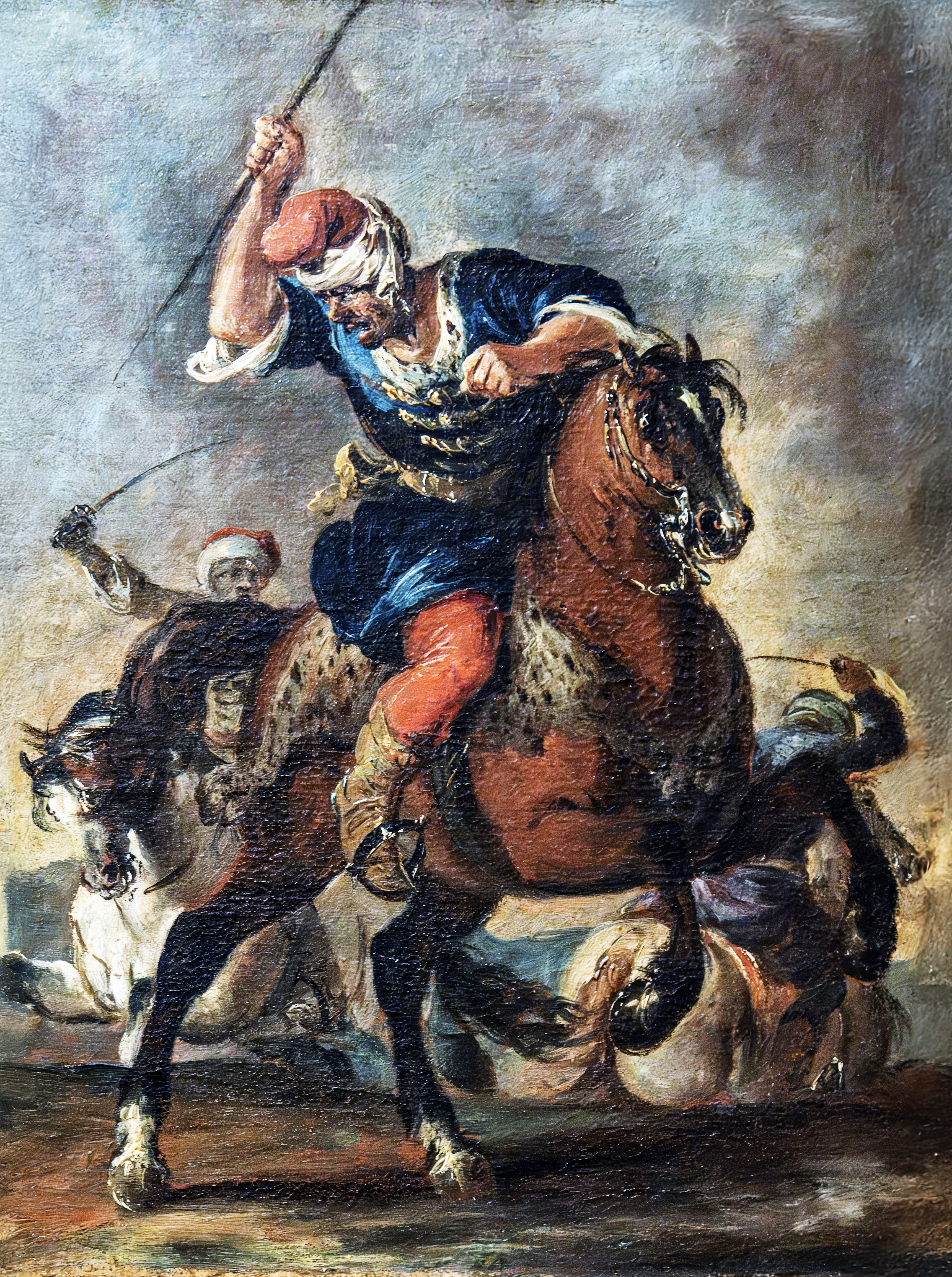
Cavalier turc au combat (huile sur toile, 1733)

Francesco Simonini, né le 16 juin 1686 à Parme et mort vers 1753 à Venise, est un peintre italien.

## Biographie
Formé à Parme dans l'école de Francesco Montes par le peintre Ilario Spolverini, il fut aussi l'élève du Brescianino.
Naturellement doué pour peindre des batailles, il étudie les œuvres du Bourguignon, lors d'un séjour précoce à Florence à la Maison Piccolomini. Il en réalise  vingt-quatre copies et acquit une réputation certaine dans ce genre d'étude. 
Il se rend ensuite à Rome puis à Bologne, où il institue une école en se spécialisant dans l'huile et l'aquarelle. Il travaille pour le cardinal Tommaso Ruffo, légat du Pape à Bologne de 1721 à 1727, avant de partir s'installer à Venise.
Pendant les années 1730 et au début des années 1740, il est au service du maréchal Johann Matthias von der Schulenburg, commandant de l'armée vénitienne dans la guerre contre les Turcs. Il a été témoin de ses campagnes militaires, enregistrant souvent des scènes banales de la vie militaire. 
De 1740 à 1745 il est inscrit à la Fraglia des peintres de Venise. Il exécute des fresques de grisailles dans la Villa Pisani à Strà.
Simonini fut également le maître de Francesco Casanova.

## Œuvre
Son style est inspiré par les peintres locaux, couleur claire et rapidement enlevée, caractéristique de l'école de Venise, fait souvent penser à Guardi (protégé, lui aussi, par Schulenburg), et est également inspiré par Marco Ricci), mais on retrouve une connotation florentine avec une influence de Salvator Rosa.
On peut retrouver ses œuvres en Italie (au Museo Correr de Venise, au Museo Civico de Bologne), mais aussi en France (plus précisément au Louvre et au Musée lorrain de Nancy) et en Allemagne, au musée de Hanovre.
Cette liste ne reprend que les œuvres visibles dans des musées :
- Bataille (1730-1740), huile sur toile, 22 × 28 cm, Musée d'art Roger-Quilliot, Clermont-Ferrand[6]
- Deux cavaliers hongrois, chefs de hussards impériaux (vers 1740), huile sur toile, 35 × 27 cm, Musée du Louvre, Paris[7]
- Scène de campagne militaire (1740-1745), huile sur toile, 38 × 65 cm, National Gallery, Londres[5]
- Charge de cavalerie (avant 1750), huile sur toile, 17 × 44 cm, Musée des Beaux-Arts de Pau[8]
- Charge de cavalerie, huile sur toile, 53 × 77 cm, Galerie Palatine, Palais Pitti, Florence[9]
- Choc de cavalerie (avant 1753), huile sur toile, 44 × 87 cm, Musée du Louvre, Paris[10]
- Cavaliers allant à la bataille, Portrait équestre du maréchal von der Schulenburg, Musée de Hanovre
- Bataille, Tate Gallery, Londres
- Le Camp du maréchal von der Schulenburg à Corfou, museo Correr, Venise
- Cavalier turc au combat, Ca' Rezzonico, Venise.
- Bataille,  Cavaliers, Musée civique, Bologne
- Mouvement de cavalerie près d'un pont, L'Arbre aux pendus, Scène de pillage dans une auberge, Musée lorrain, Nancy.

Divers dessins
- Musée de Tours